# Зміна напрямів фільтраційних потоків
Зміна напрямів фільтраційних потоків — різновид заводнення свердловин. Належить до категорії Гідродинамічні методи підвищення нафтовилучення.
Оскільки при практичному впровадженні циклічного заводнення часто не вдається здійснити одночасне тимчасове припинення закачування або відбору у всіх свердловинах, то в цьому виді заводнення одночасно реалізується ідея підвищення нафтовилучення зміною напрямку потоків фільтрації.
Технологія методу полягає в тому, що нагнітання води зупиняється в одних свердловинах і переноситься на інші, внаслідок чого повинна забезпечуватися зміна напрямів фільтраційних потоків.
Фізична суть процесу така. У ході звичайного заводнення внаслідок в'язкісної нестійкості процесу витіснення утворюються цілики нафти, обійдені водою. При витісненні нафти водою водонасиченість вздовж напрямку витіснення зменшується. Після перенесення фронту нагнітання в пласті створюються змінні за величиною і напрямком градієнти гідродинамічного тиску, в результаті чого закачана вода входить у застійні малопроникні зони, велика вісь яких тепер перетинається з лініями течії, і витісняє з них нафту в зони інтенсивного руху води. Об'єм води нагнітання вздовж фронту доцільно розподілити пропорційно зміні залишкової нафтонасиченості (відповідно зміні водонасиченості).
Зміна напрямків фільтраційних потоків забезпечується шляхом додаткового розрізання покладу на блоки, організації осередкового заводнення, перерозподілу відборів і нагнітання між свердловинами, створення циклічного заводнення. Метод технологічний, потребує лише малого резерву потужності насосних станцій та наявності активної системи заводнення (поперечні розрізаючі ряди, комбінація приконтурного і внутрішньоконтурного заводнень тощо).
Зміна напрямку фільтраційних потоків між свердловинами (в плані) підсилює процес циклічної дії в напрямку збільшення охоплення пластів заводненням.
Метод дає змогу підтримати досягнутий рівень видобутку нафти, знизити поточну обводненість продукції і збільшити охоплення пластів заводненням. Він ефективніший при підвищеній неоднорідності пластів, високов'язкій нафті і застосуванні в першій третині основного періоду розробки.